# Istarawshan
Istarawshan (antigamente chamada Uroteppa) é uma cidade na província de Sughd, Tajiquistão, sendo uma das mais antigas da Ásia Central, tendo celebrado o seu 2500.º aniversário em 2002. Localizada no sopé do norte da cordilheira do Turquestão, a 78 km a sudoeste de Khujand, Istaravshan é uma das cidades mais antigas do Tajiquistão, que existe há mais de 2500 anos. Até ao ano de 2000, era conhecida como  Ура́-Тюбе (Ura-Tyube, Uratube, Uratyube) em russo, Уротеппа (Uroteppa ou Urateppa) em tajique, e Uratepe em turco.
Limitada pelo Uzbequistão no norte e oeste, e pelo Quirguistão a leste, a área territorial de Istaravshan se estende por 1830. Tem cerca de 199 mil habitantes, a maioria deles no meio rural periférico.
O mapa da região datado de 1923 dá a localização da antiga cidade de Cirópolis nas proximidades de Istarawshan.